# Ballet de cour

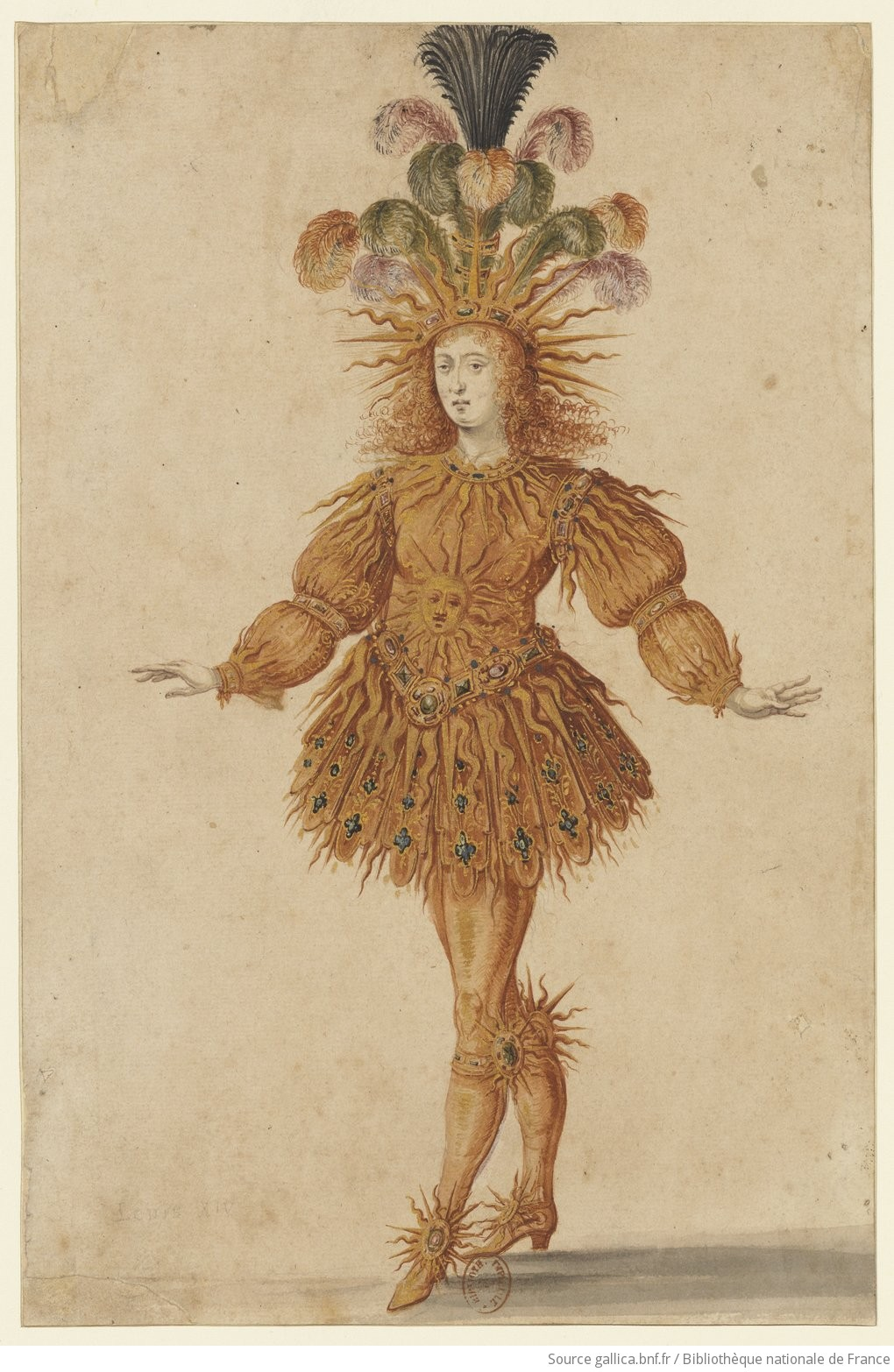
Ludwig XIV. als aufgehende Sonne im Ballet de la nuit (1653)

Das Ballet de cour (deutsch Hofballett) ist eine Ballettgattung, die Poesie, Vokal- und Instrumentalmusik, Choreographie und Inszenierung umfasst und sich ab Ende des 16. Jahrhunderts vom französischen Hof aus in ganz Europa ausbreitete.

## Geschichte
Während der Renaissance erlangte der Tanz wesentliche Bedeutung an den Höfen Italiens und gelangte von dort aus  nach Frankreich. Katharina von Medici engagierte für die Feste an ihrem Hof den italienischen Geiger und Tänzer Baldassarino de Belgioioso, der sich in Frankreich Balthasar de Beaujoyeulx nannte. Bei seinem ersten Engagement inszenierte er im Oktober 1581 ein spektakuläres Ballett als Hochzeitsgeschenk für Anne de Joyeuse und Marguerite de Vaudémont-Lorraine. Es trug den Namen Ballet comique de la reine, beruhte auf dem Mythos der Zauberin Kirke und wurde schnell in ganz Europa bekannt.
Während der Herrschaft Ludwigs XIII. gelangten zahlreiche weitere Ballette zur Aufführung, doch infolge der Auseinandersetzungen während der Fronde geriet das Ballet de cour in Vergessenheit. Es erreichte dann einen neuen Höhepunkt unter der Herrschaft des Sonnenkönigs Ludwig XIV., der die Ballettaufführungen im Schloss Versailles zur Zurschaustellung der politischen Macht Frankreichs und des Königshofes benutzte. Als wichtigster Dichter fungierte zu dieser Zeit Isaac de Benserade. Er war Spezialist für die Abfassung von Livrets, in denen sich neben Liedtexten in gereimter Form auch Informationen über die Handlung sowie die Akteure fanden. Als Ludwig XIV. im Jahre 1670 beschloss, das Hofballett nicht mehr weiter zu unterstützen, versetzte er damit der Gattung den Todesstoß, doch unter Jean-Baptiste Lully entwickelten sich in den folgenden Jahren zwei neue Gattungen: das Opéra-ballet und das eher unterhaltsame Comédie-ballet.
Die Struktur eines Hofballetts im 17. Jahrhundert hielt sich an die Vorschriften des Regeldramas, das mit einer Exposition beginnt, worauf eine dramatische Zuspitzung folgt, die durch das Dénouement gelöst wird. Am Beginn des Balletts stand eine Ouvertüre, in der das Thema vorgetragen wurde. Darauf folgten einige Entrées, die den Akten im Theater entsprachen, mit einer Mischung aus Tanz, Gesang und Deklamation. Die Tänze wurden von Mitgliedern der königlichen Familie, von Höflingen und einigen Berufstänzerinnen und -tänzern dargeboten, die sich in den einzelnen Entrées abwechselten. Zum Grand Ballet als abschließende Krönung erschienen sämtliche Mitwirkenden auf der Bühne.